# العلاقات المصرية النيكاراغوية
العلاقات المصرية النيكاراغوية هي العلاقات الثنائية التي تجمع بين مصر ونيكاراغوا.

## مقارنة بين البلدين
هذه مقارنة عامة ومرجعية للدولتين:
| وجه المقارنة                                              | مصر           | نيكاراغوا        |
| --------------------------------------------------------- | ------------- | ---------------- |
| المساحة (كم2)                                             | 1.01 مليون    | 130.38 ألف       |
| عدد السكان (نسمة)                                         | 94.80 مليون   | 6.22 مليون       |
| الكثافة السكانية (ن./كم²)                                 | 93.86         | 47.71            |
| العاصمة                                                   | القاهرة       | ماناغوا          |
| اللغة الرسمية                                             | اللغة العربية | اللغة الإسبانية  |
| العملة                                                    | جنيه مصري     | كوردبا نيكاراغوا |
| الناتج المحلي الإجمالي (بليون دولار)                      | 235.37 مليار  | 13.81 مليار      |
| الناتج المحلي الإجمالي (تعادل القوة الشرائية) بليون دولار | 998.67 مليار  | 31.63 مليار      |
| الناتج المحلي الإجمالي الاسمي للفرد دولار أمريكي          | 3.61 ألف      | 2.09 ألف         |
| الناتج المحلي الإجمالي للفرد دولار أمريكي                 |               | 4.92 ألف         |
| مؤشر التنمية البشرية                                      | 0.690         | 0.631            |
| رمز المكالمات الدولي                                      | +20           | +505             |
| رمز الإنترنت                                              | .eg، .مصر     | .ni              |
| المنطقة الزمنية                                           | ت ع م+02:00   | 00               |

## منظمات دولية مشتركة
يشترك البلدان في عضوية مجموعة من المنظمات الدولية، منها:
| علم المنظمة | اسم المنظمة                               | تاريخ انضمام مصر | تاريخ انضمام نيكاراغوا |
| ----------- | ----------------------------------------- | ---------------- | ---------------------- |
|             | البنك الدولي للإنشاء والتعمير             | 27 ديسمبر 1945   | 14 مارس 1946           |
|             | منظمة التجارة العالمية                    | 30 يونيو 1995    | ?                      |
|             | المركز الدولي لتسوية المنازعات الاستشارية | 2 يونيو 1972     | 19 أبريل 1995          |
|             | الأمم المتحدة                             | 24 أكتوبر 1945   | 24 أكتوبر 1945         |
|             | منظمة الشرطة الجنائية الدولية             | 7 سبتمبر 1923    | ?                      |
|             | وكالة ضمان الاستثمار متعدد الأطراف        | 12 أبريل 1988    | 12 يونيو 1992          |
|             | يونسكو                                    | 22 يناير 1947    | 22 فبراير 1952         |
|             | مؤسسة التنمية الدولية                     | 26 أكتوبر 1960   | 30 ديسمبر 1960         |
|             | مؤسسة التمويل الدولية                     | 20 يوليو 1956    | 20 يوليو 1956          |
|             | الاتحاد البريدي العالمي                   | ?                | ?                      |
|             | الاتحاد الدولي للاتصالات                  | 9 ديسمبر 1876    | 12 مايو 1926           |

## وصلات خارجية
- موقع وزارة الخارجية المصرية
- موقع وزارة الخارجية النيكاراغوية